# آن ديفيز (مقدمة تلفزيونية)
آن ديفيز (بالإنجليزية: Anne Davies)‏ هي مقدمة تلفزيونية بريطانية، ولدت في 15 سبتمبر 1958 في ساتون، لندن في المملكة المتحدة.

## وصلات خارجية
- آن ديفيز على موقع IMDb (الإنجليزية)